# Forte Romano de Hardknott

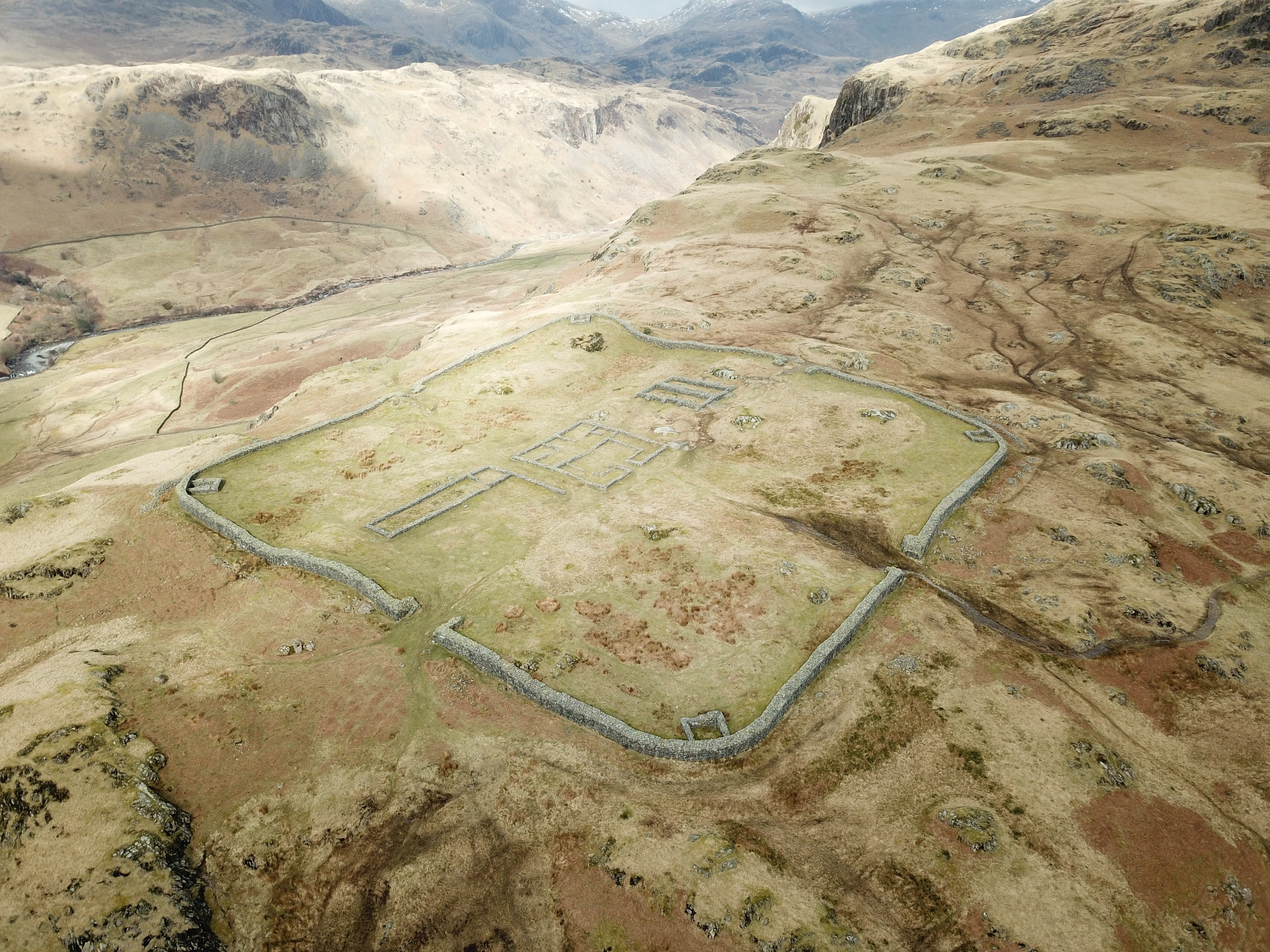
Forte Romano de Hardknott; sua praça de armas é a área plana no canto superior direito

O Forte Romano de Hardknott é um sítio arqueológico, as ruínas do forte romano Mediobogdum, situado no lado oeste do Passo de Hardknott, no condado inglês de Cumbria. O forte foi construído entre 120 e 138 em um contraforte rochoso e foi inicialmente guarnecido por um destacamento da Cohors IV Delmatarum da costa da Dalmácia (na Croácia moderna). Foi abandonado cerca de uma década depois, reocupado por volta de 200 e permaneceu em uso por grande parte dos próximos dois séculos.

## Localização e nome
O forte foi construído em um contraforte rochoso, dando uma vista soberba sobre o rio Esk na parte superior e inferior de Eskdale, protegendo a passagem de Hardknott. A uma altitude de 250 metros, não é o forte mais alto da província romana da Britannia, o forte mais alto é Epiacum ou Castelo de Whitley, logo depois da fronteira de Cumbria em Northumberland, a uma altitude de 1.050 pés.
As ruínas foram comumente conhecidas nos últimos tempos como Hardknott Fort ou Hardknott Castle, mas são identificadas pela Cosmografia de Ravenna como o forte Mediobogdum situado ao longo da estrada entre os fortes de Galava (Ambleside) e Glannoventa (Ravenglass).